# Atypus ledongensis
Espèce
Atypus ledongensis est une espèce d'araignées mygalomorphes de la famille des Atypidae.

## Distribution
Cette espèce est endémique de Hainan en Chine,.

## Étymologie
Son nom d'espèce, composé de ledong et du suffixe latin -ensis, « qui vit dans, qui habite », lui a été donné en référence au lieu de sa découverte, le xian autonome li de Ledong.

## Publication originale
- Zhu, Zhang, Song & Qu, 2006 : A revision of the genus Atypus in China (Araneae: Atypidae). Zootaxa, no 1118, p. 1-42.